# جيني غريفز
جيني غريفز (بالإنجليزية: Jenny Graves)‏ هي عالمة وراثة أسترالية، ولدت في 24 نوفمبر 1941 في أديلايد في أستراليا.

## وصلات خارجية
- الموقع الرسمي